# Eberhard Vogdt
Eberhard Konrad Roman Vogdt (ur. 27 lipca 1902 w Kohatu, Läänemaa, Estonia, zm. 9 lutego 1964 w Oberaula w Niemczech) – estoński żeglarz występujący na Letnich Igrzyskach Olimpijskich w Amsterdamie w 1928 roku.
Był członkiem estońskiej łodzi Tutti V, której załoga zdobyła dla Estonii brązowy medal w klasie 6 metrów.